# Amateur Boxing Association of England (ABA)

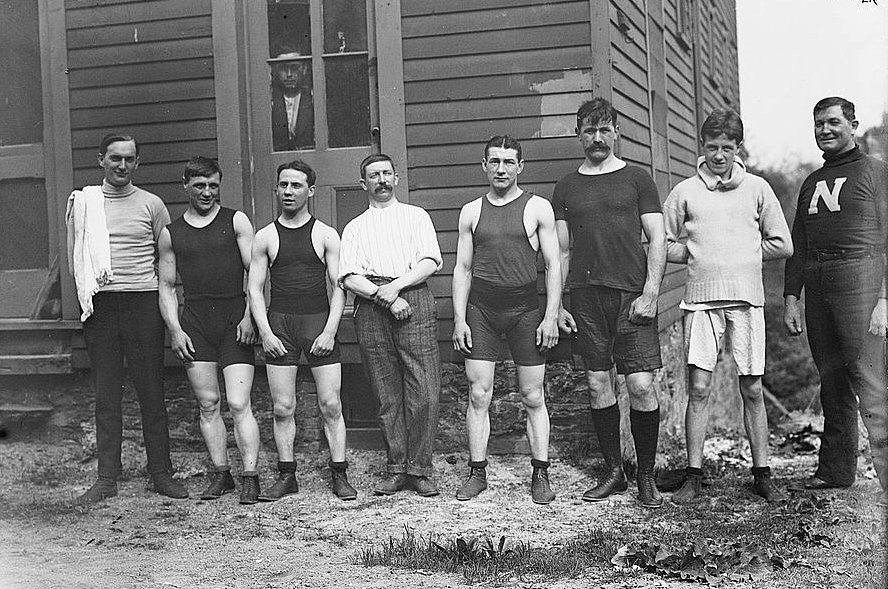
From left to right are: Hayes the trainer; Reuben Charles Warnes; W. W. Allen; secretary E. T. Calver of the Amateur Boxing Association of England; Alfred Spenceley; Frank Parks; Erskine; and Murray the trainer on May 13, 1911 in the United States on a tour of exhibition matches

Die Amateur Boxing Association of England (ABA) ist der englische Dachverband des Amateurboxens und wurde im Jahre 1880 gegründet. Er ist Mitglied des olympischen Boxverbandes AIBA und des europäischen Verbandes EUBC.
Die ABA organisiert unter anderem die Englischen Meisterschaften, die seit der ersten Austragung, die bereits ein Jahr nach der Gründung des Verbandes stattfand, regelmäßig im Jahresrhythmus ausgetragen werden und fördert das olympische Boxen in England.
Für die anderen Regionen Großbritanniens (Nordirland, Schottland und Wales) gibt es jeweils eine eigene Organisation.